# Manuel dos Santos Martins Valasques

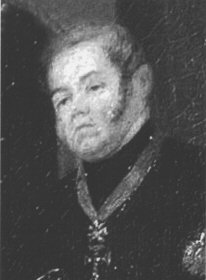
Manuel dos Santos Martins Valasques (1792-1862)

Manuel dos Santos Martins Valasques (Bahia, 1792 — Bahia, 21 de novembro de 1862) foi um juiz de fora, desembargador e político brasileiro. Foi ministro do Supremo Tribunal de Justiça, deputado geral e senador do Império do Brasil de 1836 a 1862.